# Beata wickhami
Beata wickhami là một loài nhện trong họ Salticidae.
Loài này thuộc chi Beata. Beata wickhami được Elizabeth Maria Gifford Peckham & George William Peckham miêu tả năm 1894.